# Hellbound - All'inferno e ritorno
Hellbound - All'inferno e ritorno è un film del 1994 diretto da Aaron Norris, con protagonista Chuck Norris. È stata l'ultima pellicola prodotta dalla casa di produzione Cannon Films, in seguito acquistata dalla MGM.

## Trama
(Tagline del film)
Anno 1186. Il re Riccardo Cuor di Leone giunge in Terra Santa per salvare un neonato figlio di re dall'emissario di Satana, Prosatanos, un potente essere malvagio. Con l'ausilio dei suoi uomini entra in un castello, e combatte creature mostruose prima di poter imprigionare in un sepolcro il malvagio Prosatanos. Tuttavia quest'ultimo gli ricorda la profezia che dice che un giorno sarà liberato e porterà la morte di nuovo sulla Terra. Tenendo conto delle sue parole, il re Riccardo fa murare tutte le stanze che portano alla tomba, per fare in modo che nessuno si possa avvicinare per liberarlo. Inoltre divide in nove pezzi lo scettro di Prosatanos, fonte del suo potere.
Anno 1951. due uomini spinti dall'avidità riescono ad entrare nella tomba di Prosatanos, ma a causa della loro ignoranza liberano il malvagio essere come scritto nelle profezie, e vengono barbaramente uccisi da lui.
Chicago, presente. Frank Shatter e Calvin Jackson sono due poliziotti americani che amano giocare al poliziotto buono e al poliziotto cattivo, e una notte mentre sono in servizio vedono una donna volare giù dalla finestra di un albergo. I due poliziotti si precipitano nella stanza dove è accaduto l'avvenimento, e oltre a trovare il corpo di un uomo brutalmente ucciso strappandogli il cuore, rimangono colpiti dal fatto che nel buio Shatter aveva sparato nel pieno petto all'uomo che ha commesso l'omicidio, esso non muoia e riesca a fuggire. Essendo del tutto ignari che il rabbino ucciso fosse a conoscenza di chi fosse Prosatanos e che abbia cercato in qualche modo di annientarlo, i due cercano di scoprire perché fosse lì; tra gli oggetti ritrovati trovano un pezzo di scettro e un indizio che porta il nome di Krieger, esperto d'antichità, e del professor Lockley della Mathers University. Si dirigono così alla Mathers University dove conoscono Leslie, alla quale mostrano il reperto ritrovato nella stanza dove è stato ucciso il rabbino. Leslie gli riferisce che si tratta di un pezzo dello scettro di Prosatanos; gli racconta anche le leggende su questo personaggio mitologico, tra cui quella che lo scettro venne diviso in nove pezzi dal re Riccardo Cuor di Leone e sepolto in altrettanti luoghi sacri, e come se non bastasse riferisce anche che il professor Lockley se ne occupa al riguardo. Nel frattempo Prosatanos commette nuovi omicidi nel tentativo di recuperare i pezzi del suo scettro.
Essendo anche la polizia israeliana interessata agli omicidi, Shatter e Jackson vengono ospitati in Israele per poter essere interrogati. Ma una volta giunti sul posto i due hanno intenzione di svolgere indagini per conto proprio; a gran sorpresa trovano la signorina Leslie e fanno visita prima a Krieger, poi al professor Lockley. Alla sera Shatter e Jackson vengono aggrediti nell'albergo dove alloggiano e vengono derubati dell'oggetto che si portano appresso da Krieger. Tornato a casa Krieger mostra a Lockley il pezzo da lui ritrovato, ma l'uomo furioso sia del fatto che il pezzo di scettro da lui consegnato è un falso che per essersi fatto scoprire lo uccide. 
Shatter e Jackson giungono a casa di Krieger, e trovano il suo corpo mutilato. Inoltre rinvengono una pergamena che riporta il famoso scettro con in parte dei nomi cancellati eccetto uno: El Kazor. Vengono a sapere da un bambino del posto di nome Bezi, dove ci vive un frate, così si dirigono da quest'ultimo. Il frate li mette al corrente di Prosatanos, dello scettro e del sacrificio con sangue reale e li invita a fuggire. Tempo che lasciano la casa, Prosatanos fa visita al frate, lo uccide e ruba il pezzo dello scettro mancante. I due poliziotti sentono le urla del frate, ma quando arrivano trovano il corpo senza vita. Arrivati a questo punto, Shatter e Jackson decidono di dare un'occhiata agli archivi della polizia israeliana e trovano dei documenti al riguardo della morte del rabbino insieme a morti analoghe, e con un colpo di telefono a Leslie, le chiedono gli spostamenti del professor Lockley negli ultimi tempi e notano che i suoi movimenti coincidono con i luoghi e i tempi degli omicidi. Compreso che Lockley è il mitologico Prosatanos, Shatter dice a Leslie di farsi trovare lì, ma il demone che ha sentito la telefonata la rapisce. Arrivati al luogo d'appuntamento Shatter e Jackson non vedono Leslie e vengono tramite a una telefonata alla sua assistente a sapere che si è diretta col professore sul luogo degli scavi e da una foto scoprono che la donna è figlia di un duca e ha sangue reale. I due poliziotti si precipitano sul posto, dove Prosatanos intende sacrificare Leslie, ma devono affrontare le stesse creature che dovette affrontare re Riccardo secoli precedenti prima di poter combattere l'emissario di Satana. Leslie ricorda le leggende mitologiche sul demone e gli riferisce che può essere annientato col suo stesso scettro; così Shatter trafigge l'emissario con lo scettro venendo distrutto e libera Leslie.
I tre lasciano il posto, un misterioso sacerdote, che si è tenuto a distanza per tutto il film, recupera i pezzi dello scettro per nasconderli nuovamente. Il giorno dopo i due poliziotti stanno per partire, Shatter bacia Leslie, mentre Jackson scopre che Bezi l'ha di nuovo derubato

## Produzione
Il regista del film è di nuovo il fratello di Chuck Norris, Aaron Norris alla sua quarta esperienza dietro alla macchina da presa, la prima fu l'ultimo capitolo di Rombo di tuono.
Il film è stata la seconda esperienza horror recitata da Chuck Norris delle tre, dopo Terrore in città del 1982, cui ha fatto seguito Bells of Innocence del 2003. Nella pellicola, inoltre, Norris recita assieme all'attrice Sheree J. Wilson, che lo affiancherà anche nella serie televisiva Walker Texas Ranger.
Le riprese sono durate tre mesi dal luglio al settembre 1993 precisamente a Gerusalemme. Il film è stato girato in Israele per gran parte della pellicola. La seconda parte è stata girata principalmente a Gerusalemme.

## Distribuzione

### Sale cinematografiche
Il film è stato distribuito, con il titolo originale Hellbound, negli Stati Uniti d'America a partire dal 21 gennaio 1994. Nello stesso anno è stato distribuito anche in: Portogallo, con il titolo Polìcia Demolitor, a partire dal 18 marzo; in Giappone, con il titolo ヘルバウンド, a partire dal 26 marzo; in Brasile, con il titolo Perigo Mortal, a partire dal 2 aprile; in Italia, con il titolo Hellbound - All'inferno e ritorno, a partire dal 3 aprile; in Ungheria, con il titolo Hellbound - Út a pokolba, a partire dal 5 aprile; in Spagna, con il titolo El mensajero del infierno, a partire dal 10 aprile; in Francia, con il titolo Face à l'enfer, a partire dal 16 aprile; in Finlandia, con il titolo Hellbound - pirullinen ajojahti, a partire dal 23 aprile; in Grecia, con il titolo Ta desma tis kolasis, a partire dal 30 aprile; in Bulgaria, con il titolo Изчадие на ада, a partire dal 2 maggio. In Germania è stato distributio l'anno successivo, a partire dall'8 aprile, con il titolo originale Hellbound.

### Trasmissione televisiva
Insieme a Un eroe per il terrore, Rombo di tuono, Invasion U.S.A., Il tempio di fuoco, Terrore in città e Una magnum per McQuade è stato trasmesso tra i mesi di settembre-dicembre 1999 su Rete 4 per il ciclo «Il lupo del Texas» dedicato alla filmografia di Chuck Norris.

### Home video
Il film è stato distribuito in home video, in formato DVD a partire dal 21 gennaio 2005.